# NGC 1179
NGC 1179 je galaksija u zviježđu Eridan.

## Vanjske poveznice
- SEDS: NGC 1179